# William Owen (peintre)
Pour les articles homonymes, voir William Owen.
William Owen (1769-1825) est un peintre anglais connu pour ses portraits de personnalités de la haute société comme Pitt le Jeune et George, Prince de Galles (plus tard le roi George IV).

## Début
William Owen est né en 1769 au 13 Broad Street à Ludlow dans le Shropshire et fut baptisé le 3 novembre à l'église paroissiale de Ludlow. Son père, Jeremiah Owen, a été formé pour une carrière religieuse mais avait choisi finalement la profession de son père et repris le salon de coiffure de la famille, qu'il développa plus tard en librairie et bureau postal. Le talent de Owen se révéla dès son plus jeune âge, et il croquait fréquemment le paysage de son quartier ; son premier travail connu est un dessin du château de Ludlow, qui avait été conçu pour être offert à Margaret Maskelyne, Lady Clive (1735-1817).

## Carrière

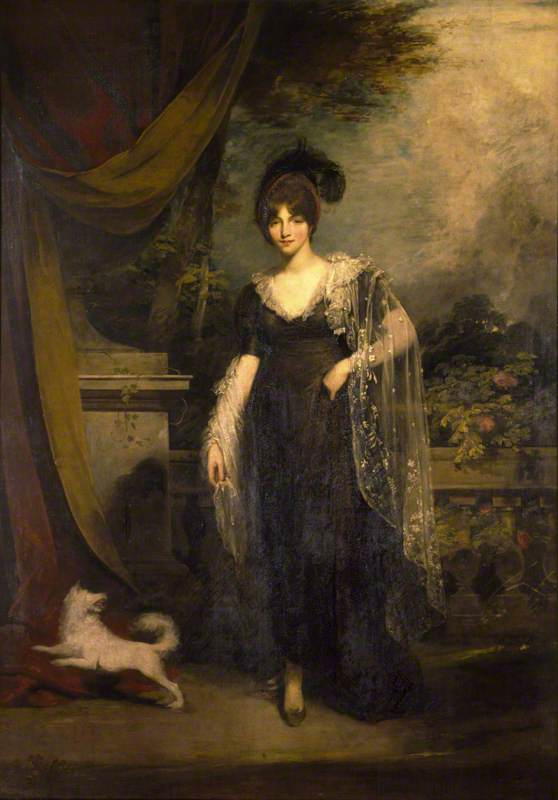
Portrait de Mary Robinson.

En 1786 Owen emménagea à Londres, il fut l'apprenti de Charles Cotton, de la Royal Academy (1728–1798). Son placement fut arrangé par son oncle, maître d'hôtel de l'érudit et théoricien de l'art Richard Payne-Knight, qui vivait près de Ludlow. Il semble que Owen était destiné à la peinture dès le début, et après avoir copié un portrait de Sir Joshua Reynolds, de l'actrice très admirée Mary Robinson (connue sous le nom de Perdita), il fut recommandé par Reynolds à l'école de la Royal Academy en 1791.
En 1794 Owen quitte son logement avec Cotton sur Gate Street pour aller dans un nouveau studio au No.211 Piccadilly où il resta 2 ans avant de déménager au No.5 Coventry Street à Haymarket. C'est là qu'il est probablement entré en contact avec sa future femme Lener Leaf, dont le père travaillait à Haymarket comme cordonnier. 
En 1797 Owen travaillait comme assistant de John Hoppner, qui à ce stade avait du mal à répondre à la demande de copies de ses portraits. Owen connaissait très clairement son propre succès à part entière, au cours de la même année il peint Lener avec sa sœur cadette, et exposa le portrait à Somerset House – alors le lieu des expositions de la Royal Academy, recevant un grand nombre d'éloges et d'encouragements. Owen se maria avec Lener le 2 décembre et leur fils William est né peu après.
En 1800 Owen et sa famille emménagèrent à Pimlico, bien qu'il ait choisi de conserver son atelier récemment acquis au n° 51 Leicester Square, voisin de la maison où Sir Joshua Reynolds avait vécu. Il est resté l'atelier de Owen jusqu'à ce qu'il le quitte en 1818. Les années 1797-1798 ont été peut être les plus significatives dans la carrière d'Owen comme peintre ; en 1797 il peint le Premier Ministre William Pitt le Jeune, il expose l'année suivante avec un portrait de Lord Chancelier Alexander Wedderburn (en).

## Royauté
En 1810, après la mort de John Hoppner (1758–1810), Owen fut nommé peintre attitré du prince de Galles (plus tard George IV (1762–1830)). Malheureusement le prince ne lui accorda aucune séance, et Owen a dû se fier à un certain nombre de croquis de son prédécesseur Hoppner pour créer quelque chose de ressemblant. En 1813 Owen décline le titre de Chevalier qui lui est proposé.

## Santé déclinante
En 1818 William Owen quitte sa maison de Pimlico et son atelier de Leicester Square pour aller à Bruton Street, probablement du fait de sa santé déclinante, mais son ardeur était restée intacte et il exposa l'année suivante 8 réalisations à la Royal Academy. En 1819, Owen voyage jusqu'à Bath pour rencontrer un médecin renommé appelé Mr Hicks, qui semble cependant n'avoir obtenu aucun effet bénéfique, et il retourne à Londres. À partir de 1820 Owen, reste cloué au lit où, exception fait d'une brève période de six mois passé à Chelsea jusqu'à la fin de l'année 1824, il resta jusqu'à sa mort, cinq ans plus tard.

## Décès
En 1825 Owen meurt après avoir été empoisonné accidentellement par une surdose de Barclay's Drops – un mélange d'anis, de camphre et d'opium. Owen était en permanence très malade, confiné dans son lit et incapable de remuer ses membres, comptant sur des préparations médicinales pour améliorer son état. Quand les produits vinrent à manquer, son cuisinier fut envoyé pour en chercher, ainsi qu'une bouteille de Barclay's Drops, cependant le chimiste étiqueta mal les deux bouteilles et Owen absorba une dose fatale d'opium à usage médical, et mourut quelques heures plus tard. Lors de l'enquête, le 13 mars 1825, le verdict suivant fut rendu par le jury:

« Le défunt, M. Wm. Owen, Esq, est décédé après avoir absorbé une grande quantité de gouttes Barclays ; la bouteille contenant ce liquide a été étiquetée de façon négligente et imprudente par la personne qui a préparé le médicament comme une boisson à boire, comme M. Owen avait l'habitude d'en prendre, et nous croyons comprendre que la regrettable erreur susmentionnée s'est produite chez M. Smith, un pharmacien et droguiste de Haymarket. »

Owen a été enterré le 19 mars 1825 à Saint Lukes à Chelsea, au cours d'une cérémonie privée en présente de sa famille et de ses amis proches, y compris Sir Thomas Lawrence, Sir Richard Westmacott, Thomas Phillips et Thompson – très probablement Thomas Clement Thompson. »